# 天主教新西伯利亞教區
天主教新西伯利亞教區，又稱新西伯利亚救主显圣容教区（拉丁語：Dioecesis Neosibiriana Transfigurationis），是羅馬天主教會以俄羅斯遠東地區新西伯利亞為中心的一個教區。1999年建立宗座署理區。2002年2月11日升格為教區。屬莫斯科總教區。教區主教為若瑟·韋特。2004年，有500,000名教友，估轄區總人口1.9%。有218個堂區、53名司鐸、2名終身執事、82名修士、55名修女。

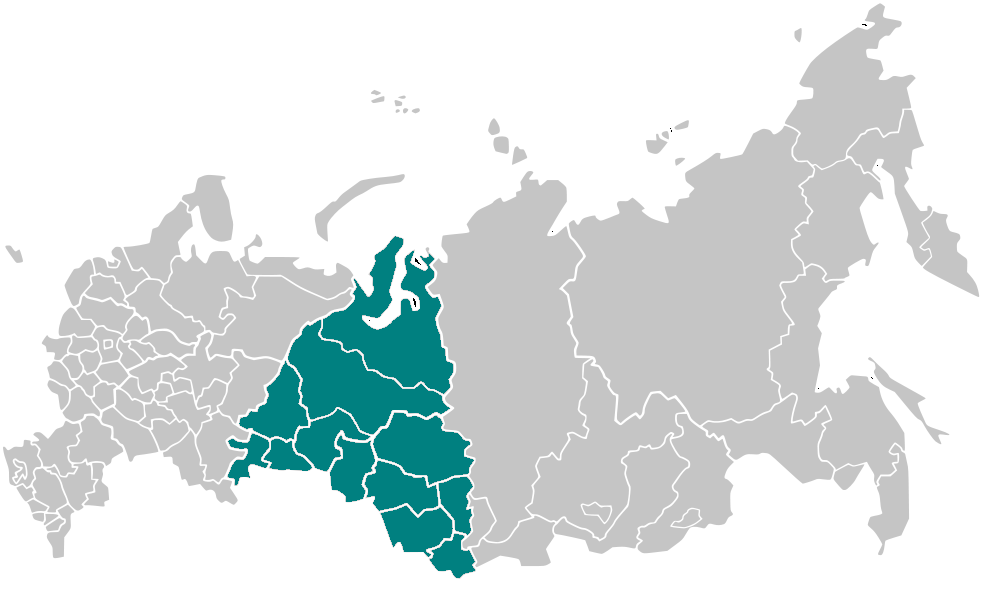
新西伯利亞教區管轄範圍圖